# Armin Meiwes
Armin Meiwes (Rotemburgo, 1 de dezembro de 1961) é um técnico alemão em reparo de computadores que alcançou notoriedade internacional por matar e comer um homem voluntário que ele havia encontrado através da Internet. Depois de Meiwes e a vítima, juntos, tentaram comer o pênis cortado do próprio homem, Meiwes matou sua vítima e passou a comer uma grande quantidade de sua carne. Por causa de seus atos, Meiwes também é conhecido como Canibal de Rotemburgo ou Der Metzgermeister ("O Mestre Açougueiro").

## Assassinato e canibalismo

Bernd Jürgen Armando Brande, a vítima canibalizada de Armin Meiwes

Procurando um voluntário disposto, Meiwes publicou um anúncio no site The Cannibal Cafe (um site de blogs para pessoas com fetiches canibais). O post de Meiwes afirmava que ele estava "procurando uma pessoa forte de 18 a 30 anos de idade para ser abatida e depois consumida". Bernd Jürgen Armando Brandes, um engenheiro de Berlim, respondeu ao anúncio em março de 2001. Muitas outras pessoas responderam ao anúncio, mas recuaram; Meiwes não tentou forçá-las a fazer nada contra sua vontade.
Os dois fizeram uma fita de vídeo quando se encontraram em 9 de março de 2001 na casa de Meiwes, na pequena cidade de Rotemburgo, onde Meiwes era mostrado ao amputar o pênis de Brandes (com o consentimento de Brandes) e os dois homens tentando comer o órgão sexual juntos antes da morte de Brandes. Antes de fazer isso, no entanto, Brandes engoliu 20 comprimidos para dormir e meia garrafa de Schnapps. Brandes inicialmente insistiu para que Meiwes tentasse morder seu pênis. Isso não funcionou e, finalmente, Meiwes usou uma faca para removê-lo. Brandes aparentemente tentou comer um pouco de seu próprio pênis cru, mas não conseguiu porque era muito difícil e, como ele mesmo disse, "duro de mastigar". Meiwes fritou o pênis em uma panela com sal, pimenta, vinho e alho; ele então fritou com um pouco da gordura de Brandes, mas o órgão estava muito queimado para ser consumido. Ele então cortou o pênis em pedaços e deu para o cachorro. De acordo com autoridades judiciais que viram o vídeo (que não foi tornado público), Brandes poderia estar já muito enfraquecido com a perda de sangue para comer qualquer coisa.
Meiwes, em seguida, levou Brandes um banho, antes de ler um livro de Star Trek, enquanto voltava para verificar Brandes a cada 15 minutos, que estava sangrando no banho. Mais tarde, Brandes saiu do banho e entrou em colapso, caindo inconsciente devido à hemorragia. Meil diz que o arrastou para cima. Brandes continuou a entrar e sair da consciência antes de finalmente desmaiar. Depois de longas hesitações e orações, Meiwes matou Brandes apunhalando-o na garganta e pendurou o corpo em um gancho de carne. O incidente foi gravado em uma fita de vídeo de quatro horas. Meiwes comeu o cadáver durante os próximos 10 meses, ao armazenar partes do corpo em seu freezer sob caixas de pizza. Ele consumiu cerca de 20 kg da carne de Brandes. De acordo com os promotores, Meiwes cometeu o ato por prazer sexual.

## Detenção, julgamento e condenação por homicídio culposo
Meiwes foi preso em dezembro de 2002, quando um estudante universitário em Innsbruck, na Áustria, telefonou para a polícia depois de ver novos anúncios de vítimas e detalhes sobre o assassinato na internet. Os policiais procuraram a casa de Meiwes e encontraram partes do corpo de Brandes e a fita de vídeo do assassinato. Em 30 de janeiro de 2004, Meiwes foi condenado por homicídio culposo e condenado a oito anos de prisão. O caso atraiu a considerável atenção da mídia.
Ao falar com um jornal alemão, Meiwes admitiu ter canibalizado Brandes e expressou arrependimento por suas ações. Ele acrescentou que queria escrever um livro de sua história da vida com o objetivo de dissuadir quem quer seguir seus passos. Sites dedicados a Meiwes apareceram, com pessoas que se anunciavam vítimas voluntárias. "Elas deveriam ir para tratamento, para que não cheguem ao ponto que eu cheguei", disse Meiwes. Na prisão, Meiwes tornou-se vegetariano. Ele acredita que existem cerca de 800 canibais na Alemanha.

## Segundo julgamento e condenação por assassinato
Em abril de 2005, um tribunal alemão ordenou um novo julgamento depois que procuradores apelaram a sentença de Meiwes. Eles acreditam que ele deveria ter sido condenado por assassinato. Entre as perguntas, os tribunais responderam se Brandes concordou com sua morte e se ele era legalmente capaz de fazê-lo no momento do assassinato, levando em conta seus aparentes problemas mentais, bem como sua ingestão significativa de álcool. Outros aspectos do julgamento determinaram se Meiwes matou para saciar seus próprios desejos (em particular seus desejos sexuais) ou porque ele foi convidado a fazê-lo. A primeira hipótese foi repetidamente rejeitada por Meiwes durante o seu testemunho. Em seu julgamento, um psicólogo afirmou que Meiwes poderia reincidir e ainda "tinha fantasias sobre devorar a carne de jovens". Em 10 de maio de 2006, um tribunal em Frankfurt declarou Meiwes culpado por assassinato e condenou à prisão perpétua.

## Cultura popular
- A música Mein Teil, da banda Rammstein, é sobre o incidente.[11][12]
- Na sitcom britânica The IT Crowd, há uma referência ao incidente. No episódio terceiro da 2ª temporada com o nome de "Moss and the German".[13]
- Foi feito um filme de terror, produzido na Alemanha em 2006, baseado na história real, intitulado no Brasil de "O Canibal " (Rohtenburg).[carece de fontes?]
- A música Eaten da banda Bloodbath fala sobre o incidente.